# Whiteville (Tennessee)
Whiteville es un pueblo ubicado en el condado de Hardeman en el estado estadounidense de Tennessee. En el Censo de 2010 tenía una población de 4.638 habitantes y una densidad poblacional de 652,13 personas por km².

## Geografía
Whiteville se encuentra ubicado en las coordenadas 35°19′5″N 89°8′58″O / 35.31806, -89.14944. Según la Oficina del Censo de los Estados Unidos, Whiteville tiene una superficie total de 7.11 km², de la cual 7.11 km² corresponden a tierra firme y (0%) 0 km² es agua.

## Demografía
Según el censo de 2010, había 4.638 personas residiendo en Whiteville. La densidad de población era de 652,13 hab./km². De los 4.638 habitantes, Whiteville estaba compuesto por el 38.92% blancos, el 60.2% eran afroamericanos, el 0.17% eran amerindios, el 0.09% eran asiáticos, el 0% eran isleños del Pacífico, el 0.22% eran de otras razas y el 0.41% pertenecían a dos o más razas. Del total de la población el 1.36% eran hispanos o latinos de cualquier raza.